# اصول فقه مظفر
کتاب اصول الفقه که به اختصار اصول فقه مظفر نیز خوانده می‌شود، کتابی به زبان عربی است، که در زمینه علم اصول فقه به قلم محمدرضا مظفر از دانشمندان شیعه که آن را برای تدریس در دانشکده فقه نجف نوشته‌است. این کتاب تحت اشراف و حمایت سید محمدهادی میلانی نگارش یافته‌است.

## اهمیت کتاب
این کتاب از اهم کتب علم اصول است که از جمله مواد درسی حوزه علمیه در علم اصول فقه محسوب می‌گردد. محمدرضا مظفر این کتاب را حلقه مفقوده بین دو کتاب معالم الاصول و کفایة الاصول معرفی می‌کند که به سبب داشتن متنی روان و دسته‌بندی شده، باری مبتدئین در علم اصول فقه، بسیار کاربردی است. سید ابوالقاسم خویی در عظمت کتاب اصول فقه مظفر می‌گوید: «چند سالی قصد تألیف کتابی در زمینه علم اصول فقه را داشتم تا ماده درسی برای آموزش قرارش دهم، تا اینکه با کتاب اصول الفقه مرحوم مظفر آشنا شدم و آن را کتابی جامع و کامل در عین حال موجز در علم اصول یافتم.»
این کتاب از روش‌مندی اصول عقلانی و روایی میرزای نائینی و طرح جامع استادش محمدحسین اصفهانی کمپانی برخوردار است. این کتاب در طی دو سال و در سطح اول حوزه علمیه تدریس شده و یکی از مواد اصلی امتحانی برای کسب مدرک سطح یک حوزه عملیه محسوب می‌گردد.

## کلیات
کتاب اصول الفقه، مشتمل بر چهار بخش کلی است:
- فی مباحث الالفاظ
- فی الملازمات العقلیه
- فی مباحث الحجة
- فی مباحث الاصول العملیه

## نقدها
بر کتاب اصول فقه مظفر نقدهایی وارد شده‌است، از جمله نقد سه‌گانه سید محمدباقر صدر که معتقد است است این کتاب با کتاب‌های درسی قبل و بعد از خودش ناهماهنگ است، همچنین با وجود انتقال مباحثی مثل مقدمه واجب از مباحث الفاظ به ملازمات عقلیه، ولی همچنان عمق مطلب و شکل گفتاری بحث، همان مباحث الفاظ است. ضمن اینکه مطالب کتاب در یک سطح مورد بررسی قرار نگرفته، برای مثال بخش اعتبارات ماهیت در باب مطلق و مقید و بحث حسن و قبح ذاتی بسیار گسترده مطرح شده در حالی که در برخی موارد اختصار زیادی صورت گرفته‌است.

## شروح
بر کتاب اصول الفقه محمدرضا مظفر، شرح‌های فارسی و عربی فراوانی نگاشته شده‌است. از جمله آنها:
- ترجمه اصول فقه، به قلم محسن غرویان و علی شیروانی[۸]
- تتمیم کتاب أصول الفقه، به قلم غلامرضا عرفانیان یزدی[۸]
- شرح اصول فقه، به قلم علی محمّدی خراسانی[۹]
- تحقیق أصول الفقه، به قلم عباس‌علی زارعی سبزواری[۱۰]
- تحریر اصول فقه، به قلم علی شیروانی[۱۱]
- المقدمات و التنبیهات فی شرح أصول الفقه، به قلم محمود قانصوه[۱۲]